# 색소포

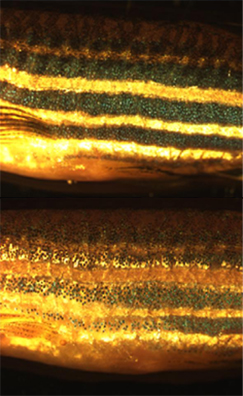
제브라 다니오의 색소포가 어두운 환경(위)과 밝은 환경(아래)에 적응하는 모습

색소포(色素胞, 영어: chromatophore)는 동물 체내에서 볼 수 있는 색소를 함유한 세포이다.
동물 체내에서 볼 수 있는 색소를 포함하는 세포,흔히 표피 세포에 혼재하여 색소를 함유하고 있는 세포 포유류,조류,원생동물 등을 제외한 기타 동물에서 볼 수 있다. 그 세포 자신이 신경이나 호르몬의 작용으로 신축하여 채색을 농담으로 변화시키는 것과 세포 속에서 색소립이 집산하여 체색을 변화시키는 것이다.

## 같이 보기
- 색소체